# چوکو پای
چوکو پای (انگلیسی: Choco pie) یک کیک تنقلات است که از دو لایه کوچک کیک گرد با مارشملو داخل آن و پوشش شکلاتی تشکیل شده است. این واژه ابتدا در ایالات متحده به کار رفته، اما حالا به‌طور گسترده‌ای در کره جنوبی، ژاپن و کشورهای دیگر که این محصول را به آنجا صادر می‌کند، استفاده می‌شود و به عنوان یک نام برند یا اصطلاح عمومی شناخته می‌شود. نام‌های مشابه برای این نوع شیرینی در کشورهای دیگر شامل چاکلت مارشملو پای، واگن ویلز، آنجل پای (در ژاپن) و مون پای است.